# Waggonfabrik Gebrüder Credé
Waggonfabrik Gebrüder Credé var en tysk tillverkare och järnvägs- och spårvägsfordon i Mainz. 
Waggonfabrik Gebrüder Credé grundades 1897 av bröderna Conrad (1849–1918) och Adam Credé (1850–1940) i Niederzwehren, som sedan 1936 är en stadsdel i Kassel. Deras far drev ett snickeri i stadsdelen Oberzwehren i Kassel.
Företagets första leverans var av gods- och postvagnar till för Preussische Staatseisenbahnen. Snart byggde företaget också personvagnar. Waggonfabrik Gebrüder Credé blev känd för tillverkning av vagnarna till de båda Rheingold-tågen 1928 och 1962. Från 1899 tillverkade företaget också spårvagnar och senare bussar och trådbussar. Efter andra världskriget utökades produktionen 1954–1957 med mopeden "Sitta-Credette" och till dryckautomater. 
Företaget köptes 1956 av stålverket Hörder Bergwerks- und Hütten-Verein i Dortmund, som 1966 gick upp i Hoesch-koncernen.
År 1967 lades Waggonfabrik Gebrüder Credés fabrik i Kassel ned. Byggnaderna på fabriksområdet revs 2012. 

## Bildgalleri

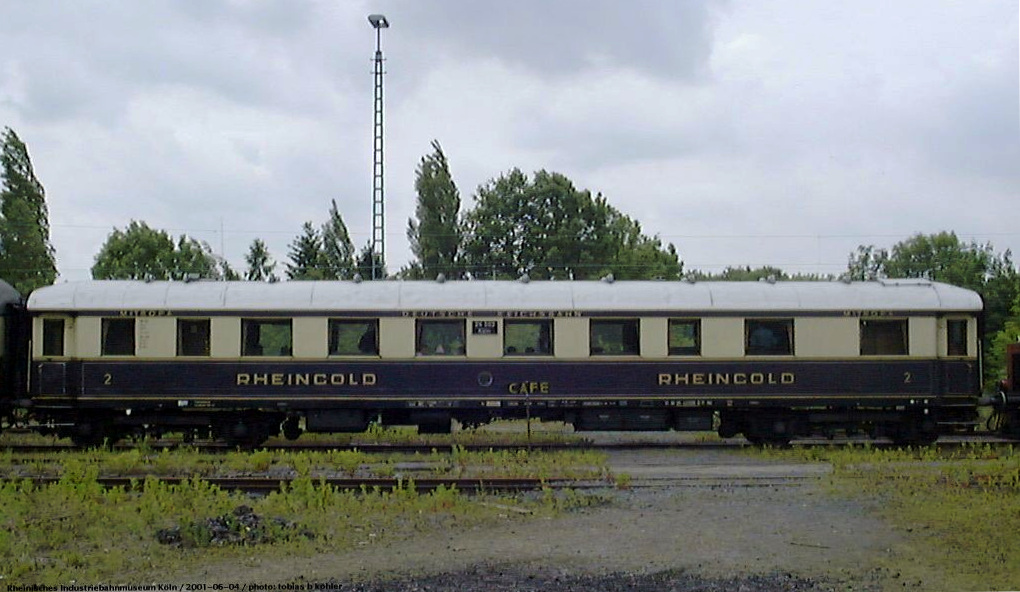
Rheingold-vagn från 1928
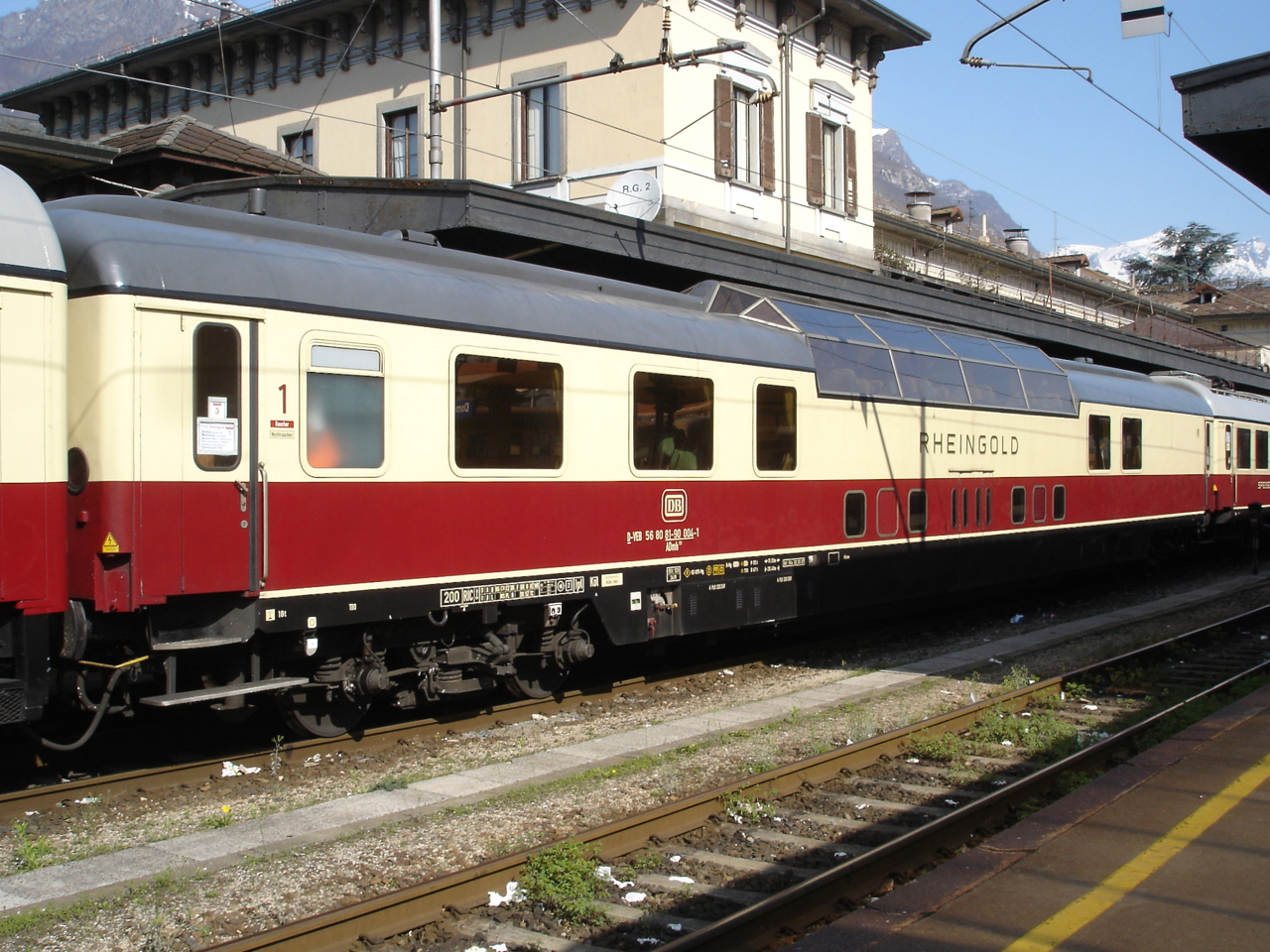
Rheingold-vagn från 1962
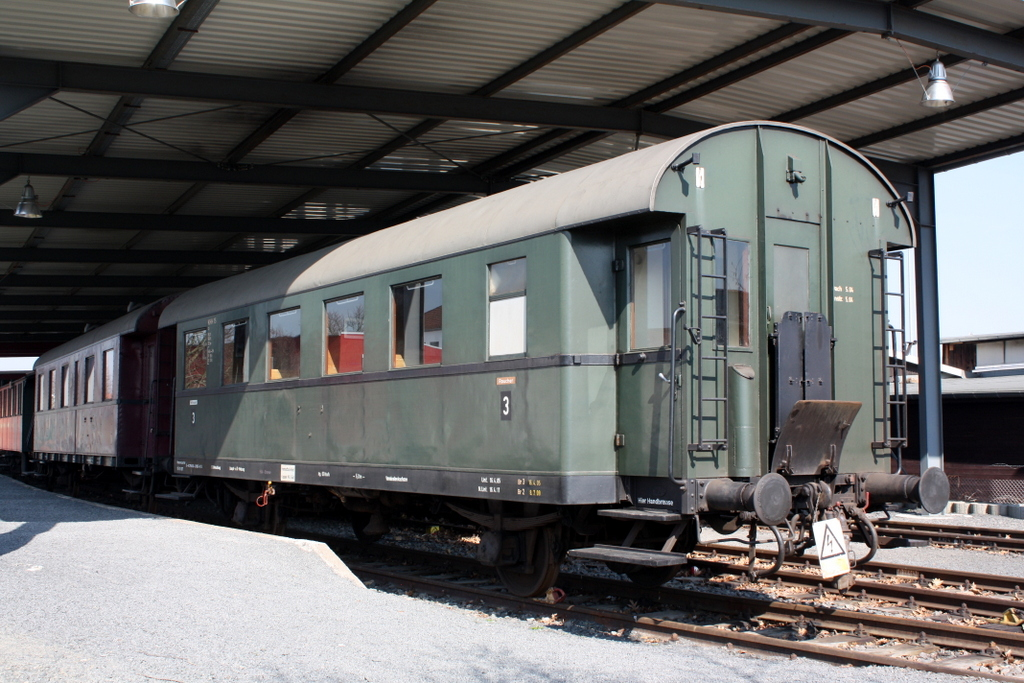
Vagn 15 på Hersfelder Kreisbahn